# Саломон Насар
Хосе Саломон Назар Ордоньєс (ісп. José Salomón Nazar Ordóñez, нар. 7 вересня 1953, Тегусігальпа) — гондураський футболіст, що грав на позиції воротаря.

## Кар'єра
Більшу частину кар'єри провів у клубі «Універсідад». Також недовго виступав за команди «Олімпія» та «Мотагуа»
У складі національної збірної Гондурасу був учасником чемпіонату світу 1982 року в Іспанії, але на поле на турнірі не виходив.